# Николай Бареков
Николай Тихомиров Бареков е български журналист, бизнесмен, бивш радио и телевизионен водещ, а от 2013 г. се изявява и като политик – председател на политическа партия „България без цензура“, член на Европейския парламент, член на Изпълнителното бюро на групата на Европейските консерватори и реформисти в ЕП.

## Биография
Николай Бареков е роден на 16 октомври 1972 година в град Пловдив. Завършва българска филология в Пловдивския университет, специализира телевизионна журналистика.
Започва кариерата си като радиожурналист през 1992 година, в пловдивското радио „Канал Ком“, управлявано тогава от журналиста Живко Желев. През 2000 година заминава за София и става водещ на политическо токшоу в телевизия „Европа“. Седем години е лице на сутрешния блок на bTV (2003 – 2010). През 2010 година става директор на „Новини и актуални предавания“ в TV7, както и водещ на рубриката „Гореща точка“ в сутрешния блок на медията. По-късно става и изпълнителен директор на трите телевизии TV7, News7 и Super7. На 18 март 2012 година от 15:30 часа TV7 стартира новия си уикенд блок „Винаги в неделя“, в който Бареков има своя рубрика, наречена „Вашият събеседник“.
Работи като изпълнителен директор на телевизията до 10 септември 2013 г., когато напуска, защото влиза в политиката.
На 25 януари 2014 година той учредява партия „България без цензура“, като още в деня на учредяването си поставя цели, които никой и никога след 1989 година не е постигал в България – да управлява два мандата.
През 2024 се кандидатира за депутат от Алианс за права и свободи във Враца.

## Скандали
Двама роми замерят Бареков и екипа на предаването му с фекалии в Монтана на 30 май 2013 година. Бареков заявява, че мероприятието е поръчано от Искра Фидосова. На следващия ден предаването му, което се води на открито, отново е следвано от „ромска агитка“, която издига плакати като „Червен плазмодий“, „Боклук“, „Подлога“ и някои по-нецензурни.
През октомври 2013 година Бареков отправя публично обвинения към президента Росен Плевнелиев, на които държавният глава отговаря също публично.
На 11 май 2013 г. Николай Бареков внася два сигнала в прокуратурата вследствие на открити 350 хиляди бюлетини в печатницата „Мултипринт“, отпечатани извън поръчаното от държавата. Николай Бареков взима основно участие в медийното отразяване и огласяване на „Костинбродската афера“. Разкритието е направено преди парламентарните избори на 12 май 2013 година, като отразява акцията на прокуратурата в печатницата „Мултипринт“ първоначално от телевизионното си студио в ТВ7, а след това и на живо от Костинброд. Обвинява ГЕРБ, че организира мащабно фалшифициране на изборите чрез огромно количество допълнително напечатани бюлетини, подготвени за изпращане в определени райони. Акцията му в същия ден се подема от редица партийни лидери, които излизат със специални изявления.
През март 2014 г. е разкрито, че Бареков живее в много луксозна къща в скъпия столичен квартал Драгалевци, което той признава. Къщата е закупена за близо 1 милион лева от фирмата „Инвестиция БГ“, собственост на млади жени, за които няма сведения да са декларирали подобни високи доходи. Допълнителни подозрения поражда и фактът, че те са свързани с партията на Бареков. Продавачът на къщата е бивш съдружник на Павел Тренев, известен с източването на 6 милиона долара от КТБ през 1996 г. и намиращ се оттогава в неизвестност. Именно КТБ чрез финансираните от банката медии, в чието ръководство Николай Бареков участва, лансира политическия му проект. Бареков публично предоставя договор за месечен наем от 1000 евро, но по оценка на експерти от бранша сумата е изкуствено занижена, което поражда допълнителни съмнения за симулативна сделка и че формалните собственици на имота са подставени лица. Към март 2014 Бареков не получава официални доходи от трудова дейност.
През април 2014 г. Найо Тицин показва SMS с нецензурно съдържание, който твърди, че е получил от Николай Бареков. Повод за гнева на новия политик е участие на Тицин в предаването „Тази сутрин“ по bTV и обвиненията му към Бареков за близост с ДПС и Делян Пеевски.
След изборите през май 2014 избухва пореден скандал с финансирането на ББЦ. Сред дарителите на партията се оказват и фиктивни лица, които нямат представа за присъствието си в дарителските списъци.
Макар да не спира да повтаря, че е първият политик, отказал се от банкова и данъчна тайна, за да е всичко на показ, Бареков не дава документи за доходите и данъците си. А иначе борбата за прозрачност и битката срещу цензурата са любимите му клишета при публични изяви.
Партията на Николай Бареков е на първо място по разходи за предизборна агитация за парламентарните избори на 5 октомври 2014 година. Кампанията включва изключително много медийни изяви и реклами в телевизионния праймтайм. Така ББЦ успява да премине бариерата от 4% и да получи място в XLIII народно събрание.
На 23 октомври 2016 г. в предаването „Тази неделя“ Бареков прави сексистка забележка за „баджаците“ на водещата Жени Марчева, след като тя го моли да прочете статия от английския вестник „Times“. След като изрича тези думи той си тръгва от студиото.

## Политически възгледи
Лидерът на „България без цензура“ Николай Бареков признава, че изпитва носталгия по комунизма, но всъщност бил десен човек. „На мене почна да ми липсва комунизмът, защото при комунизма имаше една елементарна сигурност поне за младия човек. Капитализмът беше ли с човешко лице? Изгони два милиона и половина българи от страната си“, разкрива Бареков в интервю по бТВ.